# The Unquestionable Truth (Part 1)
The Unquestionable Truth (Part 1) – minialbum amerykańskiego zespołu muzycznego Limp Bizkit wydany 3 maja 2005 roku nakładem Geffen Records i Flip Records. Był nagrywany w okresie od października 2004 roku do lutego 2005 roku. Wydawnictwo to jest pierwszym albumem nagranym po ponownym dołączeniu gitarzysty Wesa Borlanda do zespołu. Na perkusji oprócz członka oryginalnego składu, Johna Otto, zagrał także Sammy Siegler.
Na wyraźne życzenie zespołu nie podjęto żadnych działań związanych z promocją minialbumu. Zgodnie z danymi Nielsen SoundScan, do marca 2006 roku album sprzedał się w liczbie tylko 88 000 egzemplarzy w Stanach Zjednoczonych.

## Lista utworów
Opracowano na podstawie materiału źródłowego.
| Nr | Tytuł utworu     | Długość |
| -- | ---------------- | ------- |
| 1. | „The Propaganda” | 5:16    |
| 2. | „The Truth”      | 5:28    |
| 3. | „The Priest”     | 4:58    |
| 4. | „The Key”        | 1:24    |
| 5. | „The Channel”    | 4:41    |
| 6. | „The Story”      | 3:56    |
| 7. | „The Surrender”  | 3:59    |
|    |                  | 29:42   |

## Twórcy
Opracowano na podstawie materiału źródłowego.
Zespół Limp Bizkit w składzie
- Fred Durst – wokal
- Wes Borland – gitara
- Sam Rivers – gitara basowa
- John Otto – perkusja
- DJ Lethal – sampler, instrumenty klawiszowe,  programowanie

Dodatkowi muzycy
- Sammy Siegler – perkusja

Produkcja
- Fred Durst – teksty, muzyka, produkcja wykonawcza
- Wes Borland – oprawa graficzna, muzyka
- Sam Rivers, John Otto – muzyka
- Ross Robinson – produkcja muzyczna
- Jordan Schur – produkcja wykonawcza